# 8 Pułk Kirasjerów (Cesarstwo Niemieckie)
8 pułk kirasjerów im. Hrabiego Geslera ( Reński) (niem. Kürassier-Regiment „Graf Gessler“ (Rheinisches) Nr. 8)  – pułk kawalerii niemieckiej okresu Cesarstwa Niemieckiego.
Pułk został sformowany 7 marca 1815. Stacjonował w Deutz . Wchodził w skład IX Korpusu Armijnego .

 Wiosną 1914 był w strukturze 15 Brygady Kawalerii z  15 Dywizji Piechoty.
W wyniku mobilizacji, w sierpniu 1914 pułk osiągnął gotowość bojową i w składzie 15 Dywizji Piechoty z VIII Korpusu Armijnego został wysłany na front zachodni.

## Bibliografia

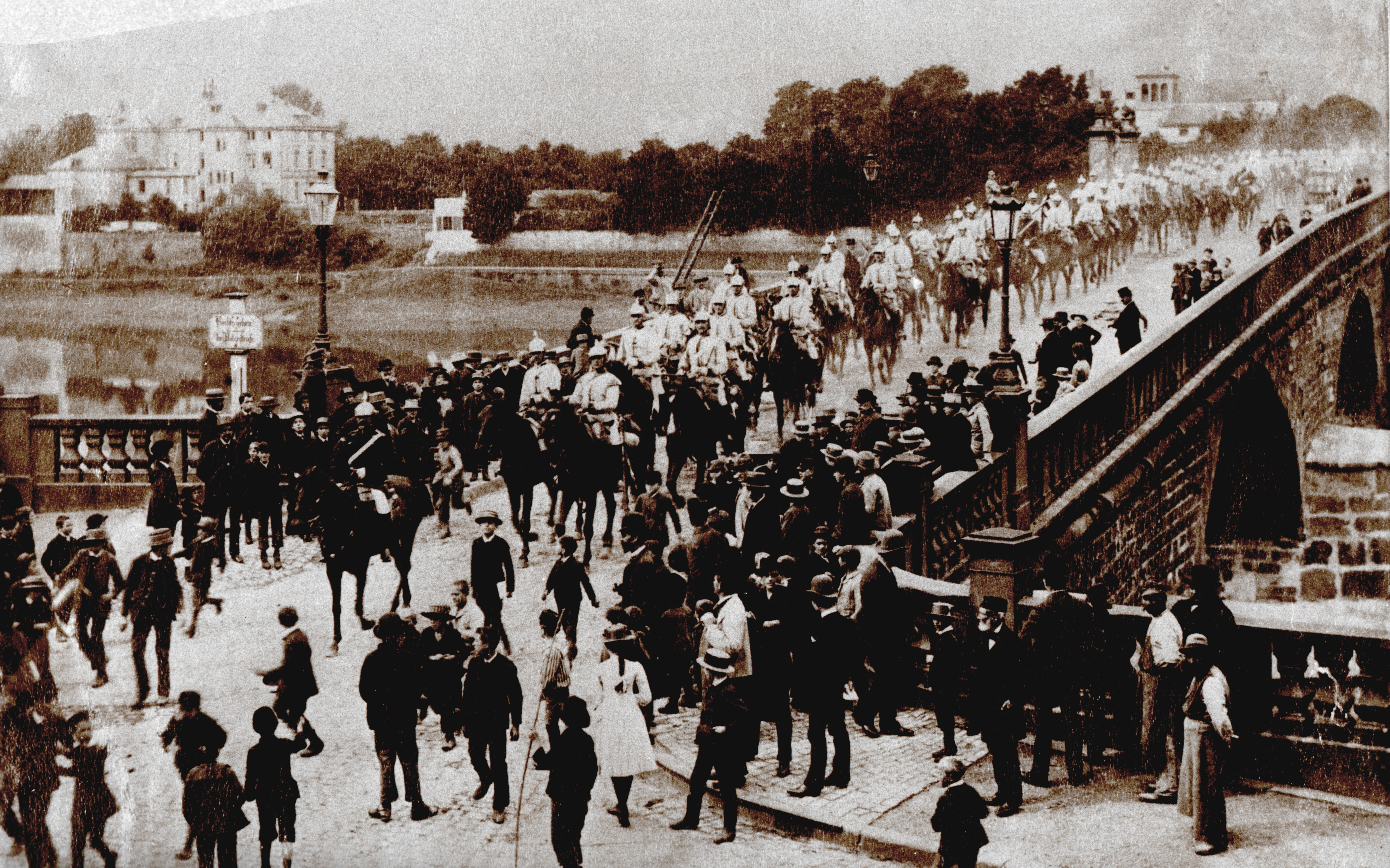